# Portland Airport
Portland Airport är en flygplats i Australien. Den ligger i kommunen Glenelg och delstaten Victoria, omkring 310 kilometer väster om delstatshuvudstaden Melbourne.
Runt Portland Airport är det ganska glesbefolkat, med 34 invånare per kvadratkilometer.. Närmaste större samhälle är Portland, omkring 12 kilometer öster om Portland Airport. 
Trakten runt Portland Airport består till största delen av jordbruksmark. Genomsnittlig årsnederbörd är 1 016 millimeter. Den regnigaste månaden är juni, med i genomsnitt 164 mm nederbörd, och den torraste är februari, med 28 mm nederbörd.